# Cory Knauf
Cory Shaw Knauf, più noto come Cory Knauf, (...) è un attore, sceneggiatore e produttore cinematografico statunitense.

## Filmografia

### Attore
- Sweet Insanity (2006)
- Remembering Jim Thatcher (2006) Cortometraggio
- No More Trophies for Everything (2006) Cortometraggio
- Pocahauntus (2006)
- The Hamiltons (The Hamiltons), regia di The Butcher Brothers (2006)
- Aliens in America (Aliens in America), nell'episodio "Da un altro mondo" (2007) Non accreditato
- Andrew Jackson (2007) Film TV
- Frosty King (2008) Cortometraggio
- Marin Blue (2009)
- Godspeed (2009)
- Californication (Californication), nell'episodio "Verità e sciocchezze" (2009)
- Il bosco dell'orrore (The Violent Kind) (2010)
- The Hammer (2010)
- Modern Family (Modern Family), nell'episodio "Una serata di follie" (2011)
- Double/Take (2011) Cortometraggio
- Free Samples (2012) Non accreditato
- Orange County Hill Killers (2012) Cortometraggio
- The Thompsons (2012)
- Dreamer, regia di Jesse Salmeron (2013)
- Chasing the Devil (2014)

### Sceneggiatore
- Godspeed (2009)
- The Thompsons (The Thompsons) (2012)
- Raised by Wolves (2014)

### Produttore
- Godspeed - produttore esecutivo (2009)
- The Hammer - produttore associato (2010)
- Free Samples - co-produttore (2012)
- Raised by Wolves (2014)